# فابریزیو لوریری
فابریزیو لوریری (انگلیسی: Fabrizio Lorieri؛ زادهٔ ۱۱ فوریهٔ ۱۹۶۴) بازیکن فوتبال اهل ایتالیا است.
از باشگاه‌هایی که در آن بازی کرده‌است می‌توان به باشگاه فوتبال اینتر میلان، باشگاه فوتبال اسپتزیا، باشگاه فوتبال آسکولی، باشگاه فوتبال تورینو، باشگاه فوتبال لچه، باشگاه فوتبال سالرنیتانا، باشگاه فوتبال آ.اس. رم، باشگاه فوتبال پیاچنزا، و باشگاه فوتبال جنوآ اشاره کرد.